# Liz triangle
Liz Triangle（リズ・トライアングル）は、日本のオリジナル音楽ユニット。また、「りすとら」と言う名前で東方Projectのアレンジ楽曲も制作している。

## 概要
2008年6月開催の同人誌即売会「サンシャインクリエイション」時に結成したサークル「森羅万象」のメンバーの内、kaztoraとlily-anの二人で同年7月に結成。
以後、「Liz Triangle」名義ではオリジナル楽曲を、「りすとら」名義では東方アレンジ楽曲を発表している。
そして、2011年8月26日より、オリジナル・東方アレンジ、両楽曲共にJOYSOUNDでリアルタイムリクエストが開始され、一部の楽曲をカラオケで歌うことができるようになった。2017年解散。
その後、2020年に復活。
2020年2月6日発売のNintendo Switch用ソフト「東方スペルバブル」に、アレンジ楽曲の提供として参加。また、追加ダウンロードコンテンツとして「Liz Triangle 楽曲パック」も別途配信リリースされている。
2021年7月、iOS／Android用アプリ「東方ダンマクカグラ」の公式WEB番組「東方ダンマク祭 ダンカグ特報SP Presented by アンノウンX」にライブ出演。
同年8月、配信シングル「アナスタシア」をリリース。同月、東方Project歌番組「とうほうのうた」ゲスト出演。
同年11月、Nintendo Switch用ソフト「東方スペルバブル」の公式オンラインイベント「東方スペルバブル フェスティバル」にライブ出演。
2022年8月26日配信の、タイトーの音楽ゲーム専門のLIVE配信番組「タイトー音ゲー部」にて、Liz Triangleがゲスト出演している。

## 解散
同人イベントでの作品の発表、ライブへの参加など精力的に活動していたが、2016年夏にlily-anの体調などを理由に1年後の夏コミをもって解散することを発表した。
しかし、予定していた2017年の夏コミで落選する事態が発生し、解散は冬コミまで延期された。
そして2017年の冬コミにて、最後のスペースに駆け付けたファンが超長蛇の列を作り、多くの人々に別れを惜しまれながら9年間の全活動を終了したが、3年後に活動再開した。

## 東方アレンジ楽曲
東方アレンジ関係の活動は、Liz Triangleの二人にazuki、Peko、aspir、akari、eba、中島岬の6人をメンバーに加えた「りすとら」名義で行っている（CDの発行名はLiz Triangle）。

## メンバー
《kaztora》
- 作曲・編曲（音周り全般）を担当。誕生日は12月16日。血液型B型。

《lily-an》
- 作詞・歌唱・絵・デザイン・WEB制作を担当。誕生日は3月23日。血液型O型。

《eba》
- アレンジを担当。（ギター）

《中島岬》
- アレンジを担当。（ストリングス)

《azuki》
- 歌詞・文全般を担当。

《Peko》
- 歌詞、コーラス、ボーカル、ラップを担当。

《aspir》
- その他を担当。（ギター）

《akari》
- ボーカルを担当

## 作品
【オリジナル】
- EIN
- Lily （2008年 M3フェスタ限定配布）
- 夢現 （2008年 冬コミ限定発売）
- F15H 80RN
- COLOR

（EIN、F15H 80RNは現在、イベント販売のみ。一部はMySpaceにて視聴・ダウンロードが可能。）
【東方アレンジ楽曲】
- SYMPATHY QUARTETTO
- LR First Strike!（Like a rabbitとの合同CD）
- 散花
- AQUA
- White Lotus...
- 神風
- B1
- DOUBLE NINE
- B2
- S4U
- shall we dance?/refrain（2011年の秋葉文化祭・例大祭限定の先行販売CD）
- Mémoire
- HIEROGLYPH
- reunion
- 夏凛
- 冬蛍
- ポーカーフェイサー
- カラスとウサギ
- CYAN
- MAGENTA
- laglange point
- インモータルフィロソフィー
- ether
- First Memory/Next Memory（暁Recordsとの合同CD）
- YELLOW
- シンソウダイバー
- ヒミツパビリオン
- BLUE　(東方アレンジ楽曲のミュージックビデオDVD)
- GRAY
- Triangle
- RED (東方アレンジ楽曲のミュージックビデオDVD)

（上記以外にも他サークルのCDへのゲスト提供曲多数）

## 出演

### ラジオ
- ウィンディーズマニア！シャバダバ！このみさんに聴いてもらいたいマニアたち（2022年11月22日、市川うららFM）[13]

### WEB番組
- A-Oneの生そも論!（2010年10月28日、Ustream）
- 幽閉なまほうそう（2013年6月28日、ニコニコ生放送）
- とうほうのうた（2021年8月8日、YouTube・ニコニコ生放送）
- タイトー音ゲー部（2022年8月26日、YouTube）[14][15]